# ميريل تشيس
ميريل تشيس (بالإنجليزية: Merrill Chase)‏ هو عالم مناعة أمريكي، ولد في 17 سبتمبر 1905، وتوفي في 5 يناير 2004.